# 哈伊姆·赫尔佐克

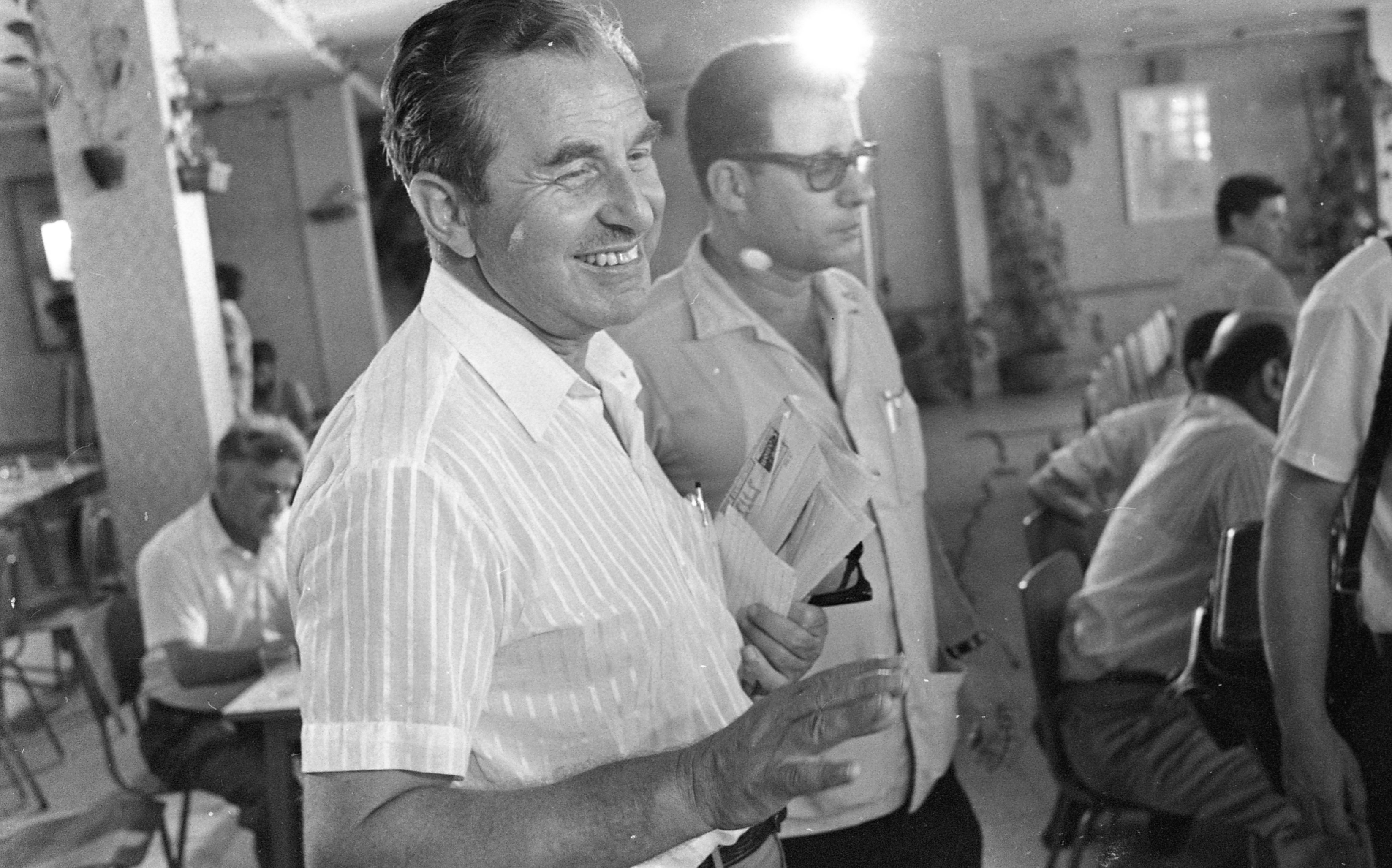

哈伊姆·赫尔佐克（1918年9月17日—1997年4月17日），是以色列政治人物，1983年5月5日至1993年5月13日担任以色列第6任总统。

## 生平
赫尔佐克生于英国北爱尔兰贝尔法斯特，1935年移民巴勒斯坦地区。
他的兒子伊萨克·赫尔佐克曾經是以色列工黨領袖，並且在2021年成為以色列總統。